# Martin Brundle
Martin John Brundle (King's Lynn, 1 juni 1959) is een voormalige Britse autocoureur. Hij maakte zijn Formule 1-debuut in 1984 bij Tyrrell en nam deel aan 165 Grands Prix waarvan hij er 158 mocht starten. Hij haalde 9 podia en 98 punten.

## Carrière

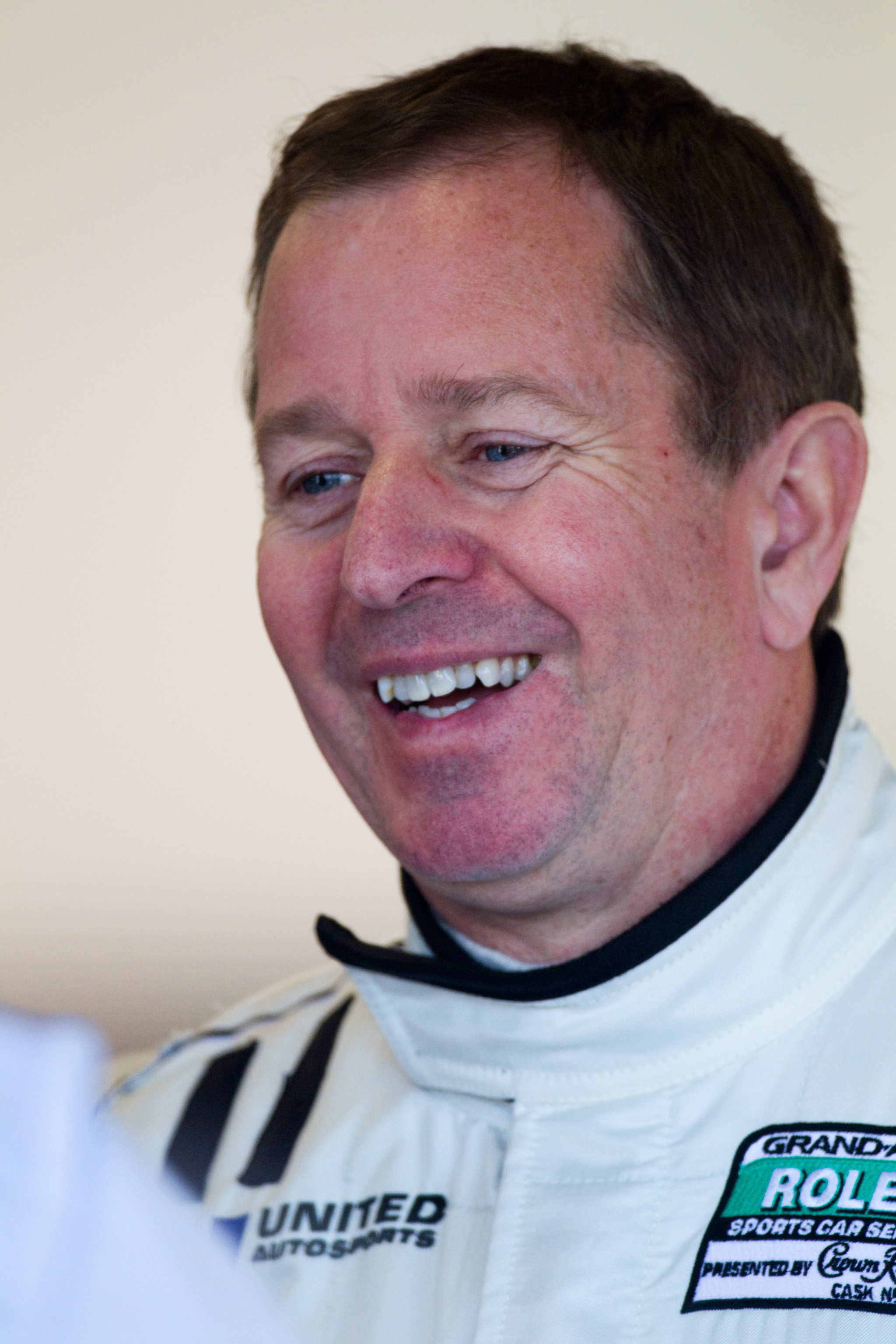
Brundle in 2011

Brundles F1-carrière begon bij Tyrrell in 1984. Zijn rijstijl werd gekenmerkt als agressief en snel. Zo werd hij vierde in zijn eerste race en tweede in de tweede race. In zijn derde race brak hij echter zijn enkels in een crash tijdens de oefensessies. Tyrrell werd ook gediskwalificeerd door een technische inbreuk op de reglementen. De volgende twee jaar bleef Brundle bij Tyrrell, maar zonder een grote motorleverancier werd het geen succes. In 1987 stapte hij over naar Zakspeed, maar ook daar boekte hij geen successen.
Na vier jaar gereden te hebben voor teams met een tekort aan financiële middelen, wilde Brundle een nieuwe uitdaging. In 1988 won hij de wereldtitel bij de sportauto's, maar reed ook nog voor Williams in de Grand Prix van België, nadat Nigel Mansell niet kon rijden omwille van waterpokken. In 1989 kwam hij terug in de Formule 1, bij Brabham. Ze behaalden echter niet meer het niveau van begin jaren tachtig en Brundle ging opnieuw in de sportwagens rijden in 1990. Hij won dat jaar de 24 uur van Le Mans, waarmee hij zijn racecarrière opnieuw lanceerde. In 1991 ging hij opnieuw naar Brabham, maar het team was helemaal teruggevallen op de grid.
In 1992 kon Martin Brundle eindelijk een zitje bij een topteam innemen, bij Benetton. Hij behaalde voor het eerst het podium en wist ook regelmatig punten te scoren. Hij kwam wel een aantal keer dicht bij een overwinning, het dichtst in de Grand Prix van Canada, maar won er geen enkele. Zijn teamgenoot Michael Schumacher was meestal sneller in de kwalificaties, maar Brundle eindigde in de race vaak voor de jonge Duitser. Hij had ook in de Grand Prix van België nog een goede kans om de race te winnen, maar door een betere pitstopstrategie won Schumacher.
Ondanks een goed 1992 werd Brundle in 1993 vervangen door Riccardo Patrese. Brundle kwam dicht bij een deal met Williams maar Damon Hill nam deze plaats in. Hij wilde in de Formule 1 blijven en ging naar Ligier, waar hij één podiumfinish scoorde.
Begin 1994 had hij nog geen contract, maar werd binnengehaald bij McLaren naast Mika Häkkinen. Het team wilde Alain Prost binnenhalen, maar tests met de nieuwe wagen konden hem niet overtuigen. Brundle werd pas twee weken voor de opening van het seizoen, in Brazilië, binnen gehaald. Het bleek getuigen van slechte timing: McLaren was op de weg terug en kon in 1994 niet winnen. De Peugeot-motoren waren niet betrouwbaar, wat niet verwacht kon worden van een nieuwe motorenleverancier. Brundle slaagde er wel in een aantal goede resultaten te behalen, zoals in de Grand Prix van Monaco.
Nigel Mansell ging in 1995 naar McLaren en Brundle ging naar Ligier, maar niet voor het volledige seizoen. Om motorenleverancier Mugen-Honda tevreden te stellen moest hij het tweede zitje delen met Aguri Suzuki. Hij reed echter een aantal sterke races, waaronder de Grand Prix van Frankrijk en de Grand Prix van België.
In 1996 ging hij bij Jordan rijden, naast Rubens Barrichello. Hij reed er een goed seizoen, waarin hij regelmatig in de punten reed.
Martin Brundle won in zijn carrière nooit een race, maar behaalde negen podiumfinishes en scoorde 98 punten. Zijn beste resultaat in de eindstand van het kampioenschap was een zesde plaats in 1992.
Brundle wilde in 1996 nog wel in de Formule 1 blijven, maar vond geen zitje. Hem werd nog wel een plaats bij Sauber aangeboden in 1997 na het vertrek van Nicola Larini, maar Brundle bleef liever Formule 1-commentator naast Murray Walker. Hij reed nog wel in de 24 uur van Le Mans, maar hij slaagde er niet in nog een tweede overwinning te behalen, al was hij 1999 met de Toyota GT-One wel dicht bij de overwinning. Een lekke band gooide roet in het eten.
Hij werd later vaste commentator bij de BBC, met David Coulthard als co-commentator, voor de Formule 1-uitzendingen. Hij is daarnaast ook manager van David Coulthard en bezit een managementbureau samen met Mark Blundell. In 2004 bracht hij ook het boek "Working The Wheel" uit.
In 2012 stapte Brundle over naar Sky Sports om daar commentaar te geven over de Formule 1.